# Kolbenstickerei
Kolbenstickerei ist ein in Goldstickerei ausgeführtes Motiv in Silber oder Gold, das auf den Kragenspiegeln deutscher Streitkräfte als Rangabzeichen für die hervorgehobene Offiziersverwendung im Generalstab (i.G.) oder Offizier im Generalstabsdienst eingesetzt wird.